# Середнє значення функції
Середнє значення функції — це деяке число між найменшим і найбільшим її значеннями.  У диференціальному і інтегральному численні є ряд «теорем про середнє», що встановлюють існування таких точок, в яких функція або її похідна отримує те чи інше середнє значення. Найважливішою теоремою про середнє значення функції в диференціальному численні є теорема  Лагранжа (про скінче́нні при́рости): якщо {\displaystyle f(x)} неперервна на відрізку {\displaystyle [a,b]} і диференційована в інтервалі {\displaystyle (a,b)}, то існує точка {\displaystyle c}, що належить до інтервалу {\displaystyle (a,b)}, для якої {\displaystyle f(b)-f(a)=(b-a)f'(c)}. В інтегральному численні найважливішою теоремою про середнє значення є така: якщо {\displaystyle f(x)} неперервна на відрізку {\displaystyle [a,b]}, а {\displaystyle \varphi (x)} зберігає один знак, то існує точка {\displaystyle c} з інтервалу {\displaystyle (a,b)} для якої:
{\displaystyle \int \limits _{a}^{b}f(x)\varphi (x)dx=f(c)\int \limits _{a}^{b}\varphi (x)dx.}
Зокрема, якщо {\displaystyle \varphi (x)=1}, то
{\displaystyle \int \limits _{a}^{b}f(x)dx=f(c)(b-a).}
Внаслідок цього середнє значення функції {\displaystyle f(x)} на відрізку {\displaystyle [a,b]} - це величина:
{\displaystyle {\overline {f}}={\frac {1}{b-a}}\int \limits _{a}^{b}f(x)dx.}
Так само визначається середнє значення функції декількох змінних у деякій області.